# Syndipnus angulatus
Syndipnus angulatus là một loài tò vò trong họ Ichneumonidae.